# 郭士望
郭士望（1580年—17世紀），字應璜，號天谷，湖廣黃州府蘄水縣人，明朝政治人物。

## 生平
萬曆三十一年（1603年）癸卯科湖廣鄉試第一名舉人（解元），三十二年（1604年）甲辰科進士。授行人司行人，三十七年（1609年）升禮部祠祭司主事，同年任順天鄉試同考官，四十年（1612年）升吏部考功司員外郎，同年任山西鄉試正考官，調吏部文選司員外郎，四十四年（1616年）升浙江按察司副使，四十七年（1619年）拾遺，天啟元年（1621年）起為河南按察司副使，五年（1625年）考察，崇禎元年（1628年）起為四川布政使司參政。生平簡樸，相貌英偉，身後入祀鄉賢祠。

## 著作
其學識豐富，文章瑰麗，著有《應璜卷懷》二集。

## 軼事
《湖廣通志》載，癸卯科鄉試前，郭士望等蘄水舉子拜謁天門人劉邋遢，占卜結果，劉邋遢指郭士望道：「好箇文質彬彬一人也！」結果本科果有此題，郭士望膺解元。

## 引用
1. 1 2  光緒《蘄水縣志·卷九·人物志》：郭士望，字應璜，號天谷，萬厯癸卯解元，聯捷進士。授行人，己酉以祠祭主事分考順天，壬子以考功員外典試山西，歷官浙江按察副使。生平坦易無機，狀貌偉然，才長學富，為文輒瑰瑋奇麗，著有《應璜卷懷》二集，後祀鄉賢。
2. ↑  《萬曆三十二年甲辰科進士履歷便覽》：郭士望，天谷，庚辰正月初二日生，癸卯科，己酉改禮部祠祭司主事，壬子升考功司員外，山西主考，本年調文選司，癸丑給假，丙辰升浙江付使，己未拾遺，辛酉起河南付使，乙丑考察，戊辰起四川參政。
3. ↑  四庫全書本《湖廣通志·卷七十四》：劉邋遢，天門人。棄家遊於鄂，遇異人授以規中祕旨。逾歲歸省父母，於妻子不一問。復至鄂，益徉狂，拾糞穢間殘果敗瓜皮以食，又集破布敝鞵以為衣，人以邋遢呼之。初寓鳳凰山五顯祠，食其神前。大燭盡，守祠僧嗔之，乃出臥山上。值大雪覆壓二三尺，僧恐凍死，持鋤掀而出之，則正酣睡也。人訪以禍福，或不對，或罵，詈然已隱寓吉凶。癸卯鄉試，蘄郡士謁之卜取舍，邋遢指郭士望曰：「好箇文質彬彬一人也！」闈中果此題，而郭占解首。其他多類此。坐臥一磚榻三十年。值歲饑，人多就求食，啖以飯數粒即飽數日。其子尋之，與以一常著衲令著歸，所求無不如意。若稍長節之再著則生蟣蝨，延走他服，乃焚之，蟣蝨盡化美珠。其子拾藏之，則仍成灰燼。後終於鄂，越歲，葬羅駕山，舁者輕如負斗米，人皆知其尸解云。